# Número de Munchausen

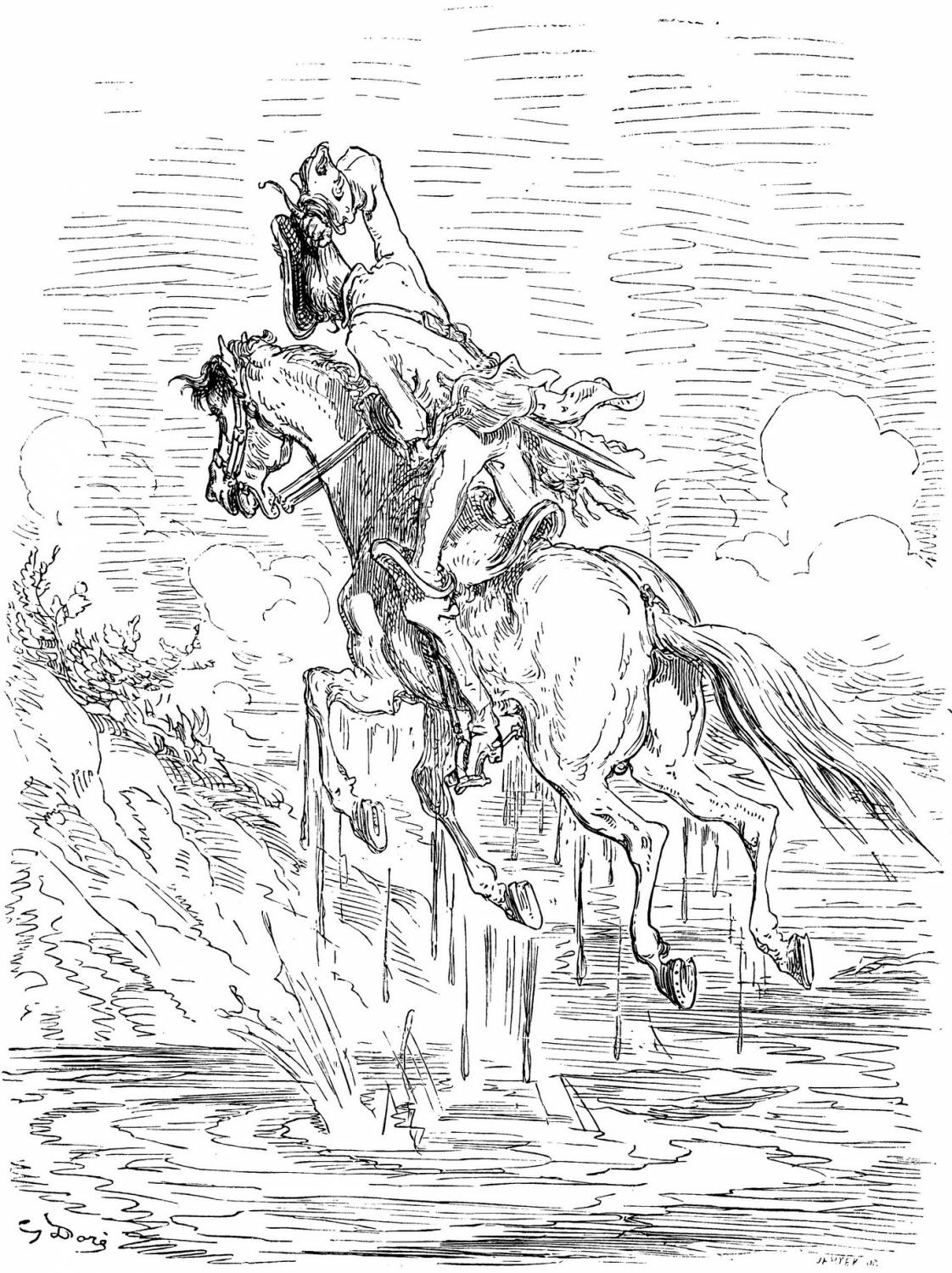
El Barón de Münchhausen, elevándose a sí mismo y a su caballo tirando de su propia coleta

En teoría de números, un invariante perfecto dígito a dígito (PDDI por las siglas del término inglés "perfect digit-to-digit invariant"; también conocido como número de Munchausen) es un número natural en una base {\displaystyle b} dada que es igual a la suma de sus dígitos, cada uno elevado a una potencia igual a sí mismo.
Un ejemplo en base 10 es 3435, porque:   {\displaystyle 3435=3^{3}+4^{4}+3^{3}+5^{5}}.
El término "número de Munchausen" fue acuñado por el matemático e ingeniero de software holandés Daan van Berkel en 2009, ya que evoca la historia del Barón de Münchhausen que se levantaba del suelo tirando de su propia coleta, lo que sirve de referencia a que cada dígito se debe elevar a una potencia igual a sí mismo.

## Definición
Sea {\displaystyle n} un número natural que se puede escribir en base {\displaystyle b} como el número de k dígitos {\displaystyle d_{k-1}d_{k-2}...d_{1}d_{0}} donde cada dígito {\displaystyle d_{i}} está entre {\displaystyle 0} y {\displaystyle b-1} inclusive, y {\displaystyle n=\sum _{i=0}^{k-1}d_{i}b^{i}}. Se define la función {\displaystyle F_{b}:\mathbb {N} \rightarrow \mathbb {N} } como {\displaystyle F_{b}(n)=\sum _{i=0}^{k-1}{d_{i}}^{d_{i}}}. 
Como 00 no siempre está definido, se usan dos convenciones, una en la que se considera que es igual a uno y otra en la que se considera que es igual a cero.
Un número natural {\displaystyle n} se define como un invariante perfecto dígito a dígito en base b si {\displaystyle F_{b}(n)=n}. Por ejemplo, el número 3435 es un invariante perfecto de dígito a dígito en base 10 porque {\displaystyle 3^{3}+4^{4}+3^{3}+5^{5}=27+256+27+3125=3435}
{\displaystyle F_{b}(1)=1} para todo {\displaystyle b}, y por lo tanto 1 es un invariante perfecto dígito a dígito "trivial" en todas las bases, y todos los demás invariantes dígito a dígito perfectos son "no triviales". Para la segunda convención donde {\displaystyle 0^{0}=0}, tanto {\displaystyle 0} como {\displaystyle 1} son invariantes perfectos de dígito a dígito triviales.
Un número natural {\displaystyle n} es un invariante dígito a dígito sociable si es un punto periódico para {\displaystyle F_{b}}, donde {\displaystyle F_{b}^{k}(n)=n} para un entero positivo {\displaystyle k}, y forma un ciclo de período {\displaystyle k}. Un invariante perfecto dígito a dígito es un invariante sociable dígito a dígito con {\displaystyle k=1}. Un invariante dígito a dígito amistoso es un invariante dígito a dígito sociable con {\displaystyle k=2}.
Todos los números naturales {\displaystyle n} son puntos preperiódicos para {\displaystyle F_{b}}, independientemente de la base. Esto se debe a que todos los números naturales de base {\displaystyle b} con {\displaystyle k} dígitos satisfacen que {\displaystyle b^{k-1}\leq n\leq (k){(b-1)}^{b-1}}. Sin embargo, cuando {\displaystyle k\geq b+1}, {\displaystyle b^{k-1}>(k){(b-1)}^{b-1}}, por lo que cualquier {\displaystyle n} satisfará a {\displaystyle n>F_{b}(n)} hasta {\displaystyle n<b^{b+1}}.
Hay un número finito de números naturales menor que {\displaystyle b^{b+1}}, por lo que se garantiza que el número alcanzará un punto periódico o un punto fijo menor que {\displaystyle b^{b+1}}, convirtiéndolo en un punto preperiódico. Esto también significa que hay un número finito de invariantes dígito a dígito perfectos y ciclos para cualquier base dada {\displaystyle b}.
El número de iteraciones {\displaystyle i} necesarias para que {\displaystyle F_{b}^{i}(n)} alcance un punto fijo es la función de persistencia {\displaystyle b}-factorión de {\displaystyle n}, e indefinido si nunca llega a un punto fijo.

## Invariantes y ciclos perfectos dígito a dígito de Fbpara b específica
Todos los números están representados en la base {\displaystyle b}.

### Convención 00= 1
| Base | Invariantes dígito a dígito perfectos no triviales ({\displaystyle n\neq 1}) | Ciclos                                                            |
| ---- | ---------------------------------------------------------------------------- | ----------------------------------------------------------------- |
| 2    | 10                                                                           | {\displaystyle \varnothing }                                      |
| 3    | 12, 22                                                                       | 2 → 11 → 2                                                        |
| 4    | 131, 313                                                                     | 2 → 10 → 2                                                        |
| 5    | {\displaystyle \varnothing }                                                 | 2 → 4 → 2011 → 12 → 10 → 2 104 → 2013 → 113 → 104                 |
| 6    | 22352, 23452                                                                 | 4 → 1104 → 1111 → 4 23445 → 24552 → 50054 → 50044 → 24503 → 23445 |
| 7    | 13454                                                                        | 12066 → 536031 → 265204 → 265623 → 551155 → 51310 → 12125 → 12066 |
| 8    |                                                                              | 405 → 6466 → 421700 → 3110776 → 6354114 → 142222 → 421 → 405      |
| 9    | 31, 156262, 1656547                                                          |                                                                   |
| 10   | 3435                                                                         |                                                                   |
| 11   |                                                                              |                                                                   |
| 12   | 3A67A54832                                                                   |                                                                   |

### Convención 00= 0
| Base | Invariantes dígito a dígito perfectos no triviales ({\displaystyle n\neq 0}, {\displaystyle n\neq 1}) | Ciclos                                                                                   |
| ---- | --- | ---------------------------------------------------------------------------------------- |
| 2    | {\displaystyle \varnothing }                                                                          | {\displaystyle \varnothing }                                                             |
| 3    | 12, 22                                                                                                | 2 → 11 → 2                                                                               |
| 4    | 130, 131, 313                                                                                         | {\displaystyle \varnothing }                                                             |
| 5    | 103, 2024                                                                                             | 2 → 4 → 2011 → 11 → 2 9 → 2012 → 9                                                       |
| 6    | 22352, 23452                                                                                          | 5 → 22245 → 23413 → 1243 → 1200 → 5 53 → 22332 → 150 → 22250 → 22305 → 22344 → 2311 → 53 |
| 7    | 13454                                                                                                 |                                                                                          |
| 8    | 400, 401                                                                                              |                                                                                          |
| 9    | 30, 31, 156262, 1647063, 1656547, 34664084                                                            |                                                                                          |
| 10   | 3435, 438579088                                                                                       |                                                                                          |
| 11   | {\displaystyle \varnothing }                                                                          | {\displaystyle \varnothing }                                                             |
| 12   | 3A67A54832                                                                                            |                                                                                          |

## Ejemplos de programación

### Python
El siguiente programa en Python determina si un número entero es un Número de Munchausen (o invariante perfecto dígito a dígito) o no, siguiendo la convención {\displaystyle 0^{0}=1}.
```
num
 
=
 
int
(
input
(
"Enter number:"
))

temp
 
=
 
num

s
 
=
 
0.0

while
 
num
 
>
 
0
:

     
digit
 
=
 
num
 
%
 
10

     
num
 
//=
 
10

     
s
+=
 
pow
(
digit
,
digit
)

     

if
 
s
 
==
 
temp
:

    
print
(
"Munchausen Number"
)

else
:

    
print
(
"Not Munchausen Number"
)

```

Los ejemplos siguientes desarrollan la función invariante de dígito a dígito perfecta descrita en la definición anterior en Python para las dos convenciones.

#### Convención 00= 1
```
def
 
pddif
(
x
:
 
int
,
 
b
:
 
int
)
 
->
 
int
:

    
total
 
=
 
0

    
while
 
x
 
>
 
0
:

        
total
 
=
 
total
 
+
 
pow
(
x
 
%
 
b
,
 
x
 
%
 
b
)

        
x
 
=
 
x
 
//
 
b

    
return
 
total

def
 
pddif_cycle
(
x
:
 
int
,
 
b
:
 
int
)
 
->
 
List
[
int
]:

    
seen
 
=
 
[]

    
while
 
x
 
not
 
in
 
seen
:

        
seen
.
append
(
x
)

        
x
 
=
 
pddif
(
x
,
 
b
)

    
cycle
 
=
 
[]

    
while
 
x
 
not
 
in
 
cycle
:

        
cycle
.
append
(
x
)

        
x
 
=
 
pddif
(
x
,
 
b
)

    
return
 
cycle

```

#### Convención 00= 0
```
def
 
pddif
(
x
:
 
int
,
 
b
:
 
int
)
 
->
 
int
:

    
total
 
=
 
0

    
while
 
x
 
>
 
0
:

        
if
 
x
 
%
 
b
 
>
 
0
:

            
total
 
=
 
total
 
+
 
pow
(
x
 
%
 
b
,
 
x
 
%
 
b
)

        
x
 
=
 
x
 
//
 
b

    
return
 
total

def
 
pddif_cycle
(
x
:
 
int
,
 
b
:
 
int
)
 
->
 
List
[
int
]:

    
seen
 
=
 
[]

    
while
 
x
 
not
 
in
 
seen
:

        
seen
.
append
(
x
)

        
x
 
=
 
pddif
(
x
,
 
b
)

    
cycle
 
=
 
[]

    
while
 
x
 
not
 
in
 
cycle
:

        
cycle
.
append
(
x
)

        
x
 
=
 
pddif
(
x
,
 
b
)

    
return
 
cycle

```

### Java
El siguiente programa en Java determina si un número entero es un Número de Munchausen o no, siguiendo la convención {\displaystyle 0^{0}=1}.
```
import
 
java.util.Scanner
;

public
 
class
 
Munchausen

{

    
public
 
static
 
void
 
main
 
()

    
{

        
Scanner
 
in
 
=
 
new
 
Scanner
 
(
System
.
in
);

       
System
.
out
.
println
(
"Enter number:"
);

       
int
 
num
 
=
 
in
.
nextInt
(),
 
temp
 
=
 
num
,
 
digit
;
 
double
 
sum
 
=
 
0
;

       
while
 
(
num
>
0
)

       
{
 
digit
 
=
 
num
 
%
 
10
;

         
num
 
/=
 
10
;

         
sum
 
+=
 
Math
.
pow
(
digit
,
 
digit
);

        
}

        

        
if
 
(
sum
 
==
 
temp
)

        
System
.
out
.
print
(
"Munchausen Number"
);

        
else

        
System
.
out
.
print
(
"Not Munchausen Number"
);

    
}

}

```